# 三十二相八十種好
三十二相八十種好（さんじゅうにそうはちじっしゅこう（ごう））とは、釈迦の姿の32の特徴を言語によって数え上げたもの。三十二相を詳述したものが八十種好相であり、仏の外形的な特徴とともに宗教的な理想を示している。大般若経などに述べられており、経典によって多少の相違がある。「相」と「好」をとって相好（そうこう、そうごう）ともいう。

## 三十二相
仏像および仏画はこれに倣って作成される。経典により多少の相違がある。以下からの名称は大智度論巻第四による。
1. 足下安平立相（そくげあんぴょうりゅうそう）
足の裏が平らで、地を歩くとき足裏と地と密着して、その間に髪の毛ほどの隙もない（扁平足）。
2. 足下二輪相（そくげにりんそう）
足裏に輪形の相（千輻輪）が現れている。仏足石はこれを表したもの。
3. 長指相（ちょうしそう）
10本の手指（もしくは手足指）が長くて繊細なこと。
4. 足跟広平相（そくげんこうびょうそう）
足のかかとが広く平らかである。
5. 手足指縵網相（しゅそくしまんもうそう）
手足の各指の間に、鳥の水かきのような金色の膜がある。
6. 手足柔軟相（しゅそくにゅうなんそう）
手足が柔らかで色が紅赤であること。
7. 足趺高満相（そくふこうまんそう）
足趺すなわち足の甲が亀の背のように厚く盛り上がっている。
8. 伊泥延腨相（いでいえんせんそう）
足のふくらはぎが鹿王のように円く微妙な形をしていること。伊泥延は鹿の一種。
9. 正立手摩膝相（しょうりゅうしゅましっそう）
正立（直立）したとき両手が膝に届き、手先が膝をなでるくらい長い。
10. 馬陰蔵相（めおんぞうそう）
馬のように陰相が隠されている（男根が体内に密蔵される[2]）。
11. 身広長等相（しんこうじょうとうそう）
身体の縦広左右上下の量が等しい（身長と両手を広げた長さが等しい）。
12. 毛上向相（もうじょうこうそう）
体の全ての毛の先端が全て上になびき、右に巻いて、しかも紺青色を呈し柔軟である。螺髪はこれを表す。
13. 一一孔一毛生相（いちいちくいちもうしょうそう）
身体の毛穴にはすべて一毛を生じ、その毛孔から微妙の香気を出し、毛の色は青瑠璃色である。
14. 金色相（こんじきそう）
身体手足全て黄金色に輝いている。
15. 丈光相（じょうこうそう）
身体から四方各一丈の光明を放っている（いわゆる後光（ごこう））。光背はこれを表す。
16. 細薄皮相（さいはくひそう）
皮膚が軟滑で一切の塵垢不浄を留めない。
17. 七処隆満相（しちしょりゅうまんそう）
両掌と両足の裏、両肩、うなじの七所の肉が円満で浄らかである。
18. 両腋下隆満相（りょうやくげりゅうまんそう）
両腋の下にも肉が付いていて、凹みがない。
19. 上身如獅子相（じょうしんにょししそう）
上半身に威厳があり、瑞厳なること獅子王のようである。
20. 大直身相（だいじきしんそう）
身体が広大端正で比類がない。
21. 肩円満相（けんえんまんそう）
両肩の相が丸く豊かである。円満。
22. 四十歯相（しじゅうしそう）
40本の歯を有し、それらは雪のように白く清潔である（常人は32歯）。
23. 歯斉相（しさいそう）
歯はみな大きさが等しく、硬く密であり一本のように並びが美しい。
24. 牙白相（げびゃくそう）
40歯以外に四牙あり、とくに白く大きく鋭利堅固である。
25. 獅子頬相（ししきょうそう）
両頬が隆満して獅子王のようである。
26. 味中得上味相（みちゅうとくじょうみそう）
何を食べても食物のその最上の味を味わえる。
27. 大舌相（だいぜつそう）
舌が軟薄で広く長く、口から出すと髪の生え際にまで届く。しかも、口に入っても一杯にはならない。
28. 梵声相（ぼんじょうそう）
声は清浄で、聞く者をして得益無量ならしめ、しかも遠くまで聞える。
29. 真青眼相（しんしょうげんそう）
眼は青い蓮華のように紺青である。
30. 牛眼睫相（ぎゅうごんしょうそう）
睫が長く整っていて乱れず牛王のようである。
31. 頂髻相（ちょうけいそう）
頭の頂の肉が隆起して髻（もとどり）の形を成している。肉髻（にくけい）。
32. 白毫相（びゃくごうそう）
眉間に右巻きの白毛があり、光明を放つ。伸びると一丈五尺ある。（約4．5m）

## 八十種好
（主なもの）
- 耳が肩まで届く程垂れ下がっている。（俗に福耳）
- 耳たぶ（耳朶）に穴が空いている。（耳朶環状）
- のどに3本のしわがある。（三胴）
- 眉が長い。
- 鼻の穴が見えない。
- へそが深く、右回りに渦を巻いている。